# Hohburg
Hohburg è una frazione del comune tedesco di Lossatal, in Sassonia.

## Storia
Hohburg fu citata per la prima volta nel 1185, e costituiva un piccolo centro rurale.
Il 1º gennaio 2012 il comune di Hohburg fu fuso con il comune di Falkenhain, formando il nuovo comune di Lossatal.